# Go On...
Go On... è il terzo album in studio del gruppo musicale statunitense Mr. Mister, pubblicato l'8 settembre 1987 dalla RCA Records.
L'album non riuscì a replicare il successo del precedente Welcome to the Real World, segnalandosi come l'ultimo lavoro pubblicato dal gruppo mentre era ancora in attività.

## Tracce
Testi e musiche di Richard Page, Steve George e John Lang, eccetto dove indicato.
1. Stand and Deliver – 5:32
2. Healing Waters – 5:04
3. Dust – 6:32
4. Something Real (Inside Me/Inside You) – 4:19
5. The Tube – 5:15
6. Bare My Soul – 4:32 (Page, Lang, Steve Farris)
7. Control – 4:17
8. Watching the World – 4:21
9. Power Over Me – 5:02
10. Man of a Thousand Dances – 4:50 (Page, George, Lang, Farris)
11. The Border – 5:39

## Formazione
Mr. Mister
- Richard Page – voce, basso
- Steve Farris – chitarre, cori
- Steve George – tastiere, sintetizzatori, sassofono soprano, cori
- Pat Mastelotto – batteria

Altri musicisti
- John Lang – testi
- Alex Neciosup-Acuna – percussioni
- Lenny Castro – percussioni
- Alan Estes – percussioni
- Stan Lee Revue – cori
- Bill Champlin – cori
- Tamara Champlin – cori
- Carmen Twillie – cori
- Philip Perry – cori
- Jimmy Hoyson – cori